# Джосая Райсуке
Джосая Віні Райсуке (англ. Josaia Wini Raisuqe; 22 липня 1994, Луту, провінція Наїтасірі, Фіджі — 8 травня 2025, Саїс, Тарн, Франція) — фіджійський регбіст (гравець у регбі-15 і регбі-7), який виступав на позиціях вінга та правого фланкера. Грав за французькі клуби «Стад Франсе», «Невер», «Кастр». У складі збірної Фіджі з регбі-7 став срібним призером Олімпіади 2024 року.

## Ігрова кар'єра

### Ранні роки
Народився у містечку Луту (провінція Наітасірі, Фіджі). Регбі займався з дитинства, мріючи потрапити до збірної з регбі-7. Грав за клуб «Мартінтар» та команду коледжу Маріст у Суві. Увагу на гравця звернув тренер фіджійської збірної Бен Раян, який запросив його на Гонконзький етап Світової серії. За збірну Фіджі він відіграв на п'яти турнірах, зробивши 14 спроб. У липні 2015 року клуб «Стад Франсе» підписав фіджійця напередодні старту сезону Топ-14.

### «Стад Франсе»
31 жовтня 2015 року Райсуке дебютував у чемпіонаті Франції, вийшовши на заміну у грі проти «Ажена». Також зіграв на груповому етапі Кубка європейських чемпіонів, занісши дві спроби до заліку «Бенеттона», але в наступній грі проти «Манстера» він пішов й отримав тривалу дискваліфікацію. Його клуб того сезону не потрапив у вісімку найкращих команд регулярної першості Топ-14.
У сезоні 2016—2017 з клубом виступив на груповому етапі Європейського кубка виклику та допоміг клубу вийти до чвертьфіналу кубка. 22 липня 2017 року Райсуке відзначав день народження з одноклубником Вайсеа Наязалеву у нічному клубі. Обидва вийшли з нічного клубу п'яними, і побачивши жінку, яка йшла їм назустріч, нетверезий Райсуке почав її домагатися і схопив за груди. Друзі жінки спробували відігнати регбістів, але ті зав'язали бійку. Райсука і Наязалеву заарештувала поліція близько 3 години ранку і вони перебували у в'язниці добу. 18 серпня клуб розірвав з Райсуке договір за «грубе порушення норм поведінки», а Наязалеву отримав формальне попередження. У червні 2020 року Райсуке отримав пів року в'язниці умовно і штраф у розмірі 3 тисячі євро.

### «Невір» і «Кастр»
У вересні 2017 року перейшов до клубу «Невер», з яким зіграв у сезоні Про Д2. У сезоні 2018—2019 з клубом потрапив у шістку найкращих команд і став найкращим бомбардиром сезону Про Д2 з 15 спробами. У сезоні 2021—2022 виступав за «Кастр», з яким дійшов до фіналу чемпіонату Франції, але програв «Монпельє Еро» (10:29).
У складі збірної Фіджі з регбі-7 завоював срібні медалі турніру Олімпіади-2024 у Парижі. У січні 2025 року уклав дворічний контракт з клубом «Брів» з Про Д2.

## Стиль гри
Райсуке неодноразово видалявся з поля й отримував дискваліфікацію за грубу гру. На груповому етапі Кубка європейських чемпіонів 2015—2016 у грі проти «Манстера» він тицьнув пальцем в око Сі-Джею Стендеру, за що отримав червону картку: після матчу він отримав ще дискваліфікацію на 15 тижнів.
У чвертьфіналі Європейського кубка виклику 2016—2017 проти «Оспрейз» Райсуке отримав дві жовті картки поспіль: спочатку за грубу гру, а потім за вхід у рак збоку. Після перегляду повторів з'ясувалося, що він штовхнув ногою вінгера «Оспрейз» Кілана Джайлза, і термін дискваліфікації зріс до 10 тижнів.
У січні 2021 року після перемоги над «Безьє» 30:25 Райсуке вже після фінального свистка підняв у повітря арбітра, отримавши п'яту у своїй кар'єрі червону картку, і заробив дискваліфікацію ще на 5 тижнів.

## Смерть
8 травня 2025 року трагічно загинув в автокатастрофі в комуні Саїс: на залізничному переїзді в його автомобіль врізався поїзд.
Церемонія прощання з гравцем відбулася 10 травня на клубному стадіоні «П'єр Фавре».

## Досягнення
- Срібний призер літніх Олімпійських ігор: 2024
- Фіналіст чемпіонату Франції: 2021—2022[fr]
- Найкращий бомбардир Про Д2 за спробами: 2018—2019[en] (15 спроб)